# Åtvidaberg

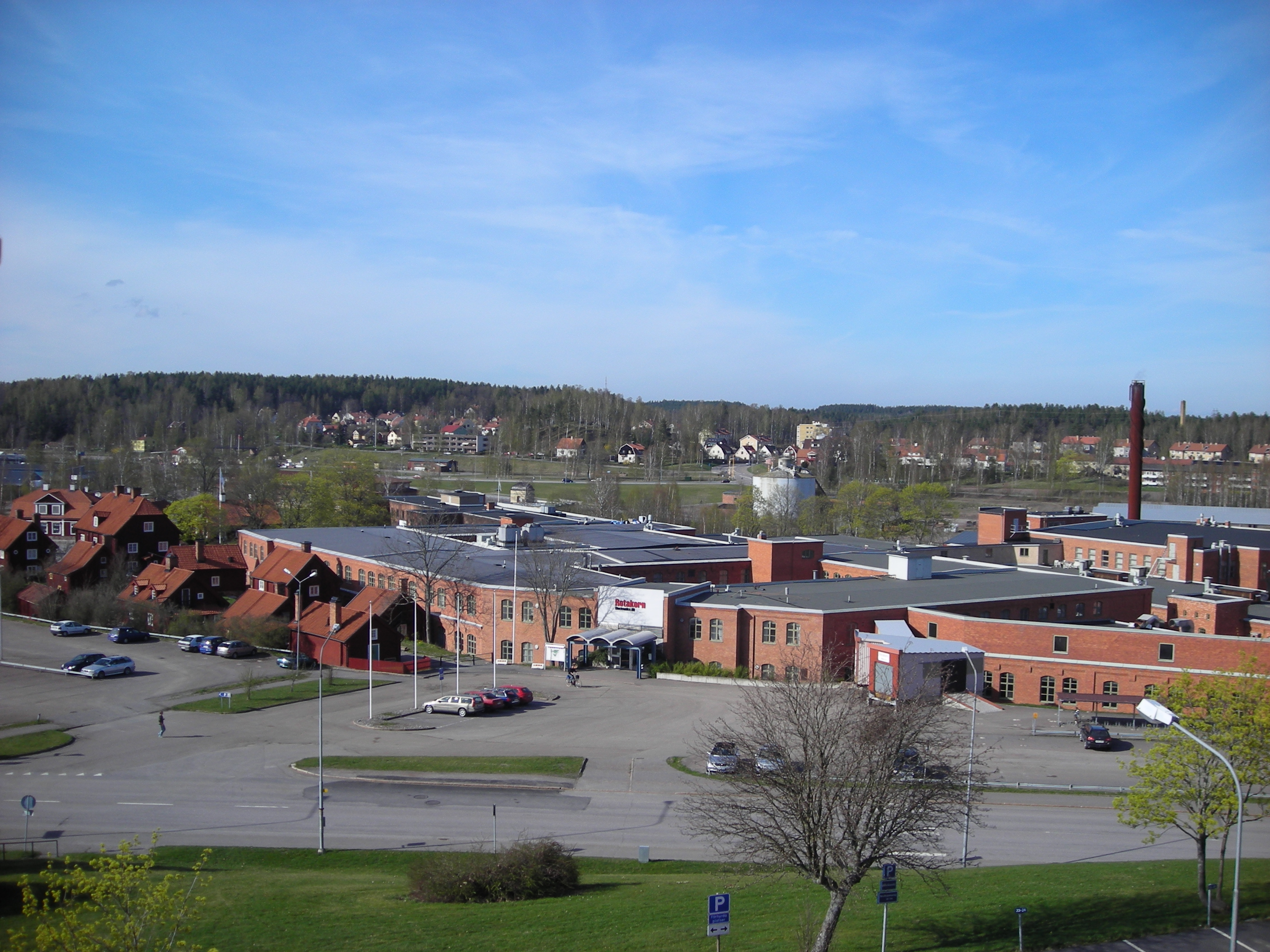
Werkstätten von Facit AB

Åtvidaberg ist eine Ortschaft (tätort) in der schwedischen Provinz Östergötlands län und Hauptort der Gemeinde gleichen Namens.

## Wirtschaft
Bis in die 1970er Jahre dominierte der Büromaschinenhersteller Facit AB die Industrie des Ortes. Facit wurde 1972 vom Haushaltsgerätehersteller Electrolux übernommen und 1981 an Ericsson weiterverkauft. Später wurde das Unternehmen wieder selbständig und läuft heute unter dem Namen PartnerTech AB. Zur Produktpalette zählen Informationstechnologie, Medizintechnik und Kommunikationsanlagen.

## Sport
Der Fußballverein Åtvidabergs FF erzielte seine größten Erfolge in den 1970er Jahren. So konnten 1972 und 1973 die schwedische Meisterschaft der Herren gewonnen, und 1970 sowie 1971 der Landespokal erspielt werden. Bei der darauffolgenden Teilnahme am Europacup kam die Mannschaft zeitweilig bis ins Viertelfinale.

## Sehenswürdigkeiten
- Kopparbruket i Bersbo – Kupferhütte aus dem 16. Jahrhundert
- Åssa- och Bilmuseum – Industrie- und Automuseum
- Werkstätten von Facit AB
- Rödsten – ein Fruchtbarkeitssymbol etwa 10 km nordwestlich des Ortszentrums

## Persönlichkeiten
- Frida Wallberg (* 1983), aktuelle Boxweltmeisterin (WIBF, Leichtgewicht)
- Roger Magnusson (* 1945), Fußballspieler